# Swordsman Online
Swordsman - багатокористувацька онлайн-гра (MMORPG), яку розробила компанія Perfect World Entertainment. Закрите бета-тестування розпочалося 16 червня 2014 року і було доступне для всіх користувачів з ключами доступу. 3 липня 2014 року  розпочалось відкрите бета-тестування, на яке мали змогу потрапити усі бажаючі.

## Ігровий процес
Swordsman пропонує на вибір 10 шкіл східних єдиноборств, що визначають подальший шлях розвитку вашого персонажа. На відміну від безлічі рольових ігор, в Swordsman вибір класу на початку гри не обмежує вас певним набором умінь, але дозволяє створювати власні набори комбо з навичок, які ви зможете відкрити в процесі розвитку свого персонажа.

## Сюжет
Десять кланів бойових мистецтв перебувають у стані війни один з одним у кривавій спробі - стати найпотужнішим кланом, в гонитві за стародавнім  писанням, що містить кунг-фу секрети, які можуть принести їм величезну владу та силу.Як людина, що вижила в крихітному селі, яку роздирають війною, ви повинні помститися своїм ворогам, виявивши таємничий зв'язок між вами і світом бойових мистецтв!